# Сьома позиція
«Сьома позиція» (англ. Seventh Posture) — одна з сексуальних позицій. Назва «сьома позиція» походить з англійського перекладу арабського еротичного трактату «Духмяний сад», зробленому сером Річардом Френсісом Бертоном. В інших посібниках з сексуальних технік не трапляється.
Пасивний партнер лежить на боці. Активний, повернувшись до нього обличчям, сідає верхи на його нижню ногу, а верхню закидає собі на лікоть або плече. Деякі джерела описують цю позу як «придатну лише для акробатів, яку не можна сприймати всерйоз».
Роб Термен згадує «сьому позицію» у своєму романі «Doubletake».